# فهرست ساتراپ‌های هخامنشی کاپادوکیه
این مقاله فهرستی از ساتراپ‌های هخامنشی کاپادوکیه، که ناحیه‌ای باستانی در مرکز آناتولی بود را فهرست می‌کند. ساتراپی کاپادوکیه تا زمان اشغال آن توسط اسکندر مقدونی در سال ۳۳۱ پ.م. ساتراپی شاهنشاهی هخامنشی بود.

## ساتراپ‌های کاپادوکیه، از سال ۳۸۰–۳۳۱ پ.م.

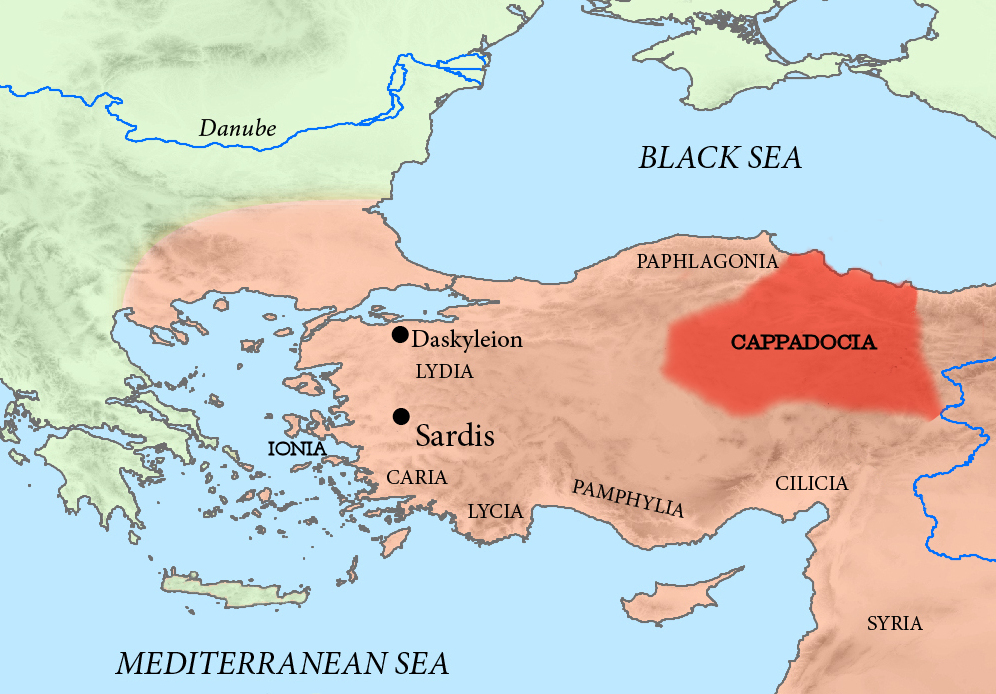
ساتراپی کاپادوکیه

- داتامش، ۳۸۰–۳۶۲ پ.م.[۱] به گفته دیودور سیسیلی، او ساتراپ کاپادوکیه بود، اما به گفته کرنلیوس نپوس، او ساتراپ کیلیکیه بود.[۲] در حدود سال ۳۷۰ پ.م. داتامش شورشی علیه اردشیر دوم به راه انداخت.[۲]
- آریامن یا آریارمنه،[۳] ۳۶۲–۳۵۰ پ.م. به گفته دیودور سیسیلی، او پسر داتامش بود، پنجاه سال حکومت کرد و بدون دستیابی به چیزی در خور توجه درگذشت.[۳]
- میتروبازونس (درگذشت ۳۳۴ پ. م)[۴]
- آریارات یکم، ۳۴۰–۳۳۱ پ.م.[۴][۵]